# Alice Eastwood

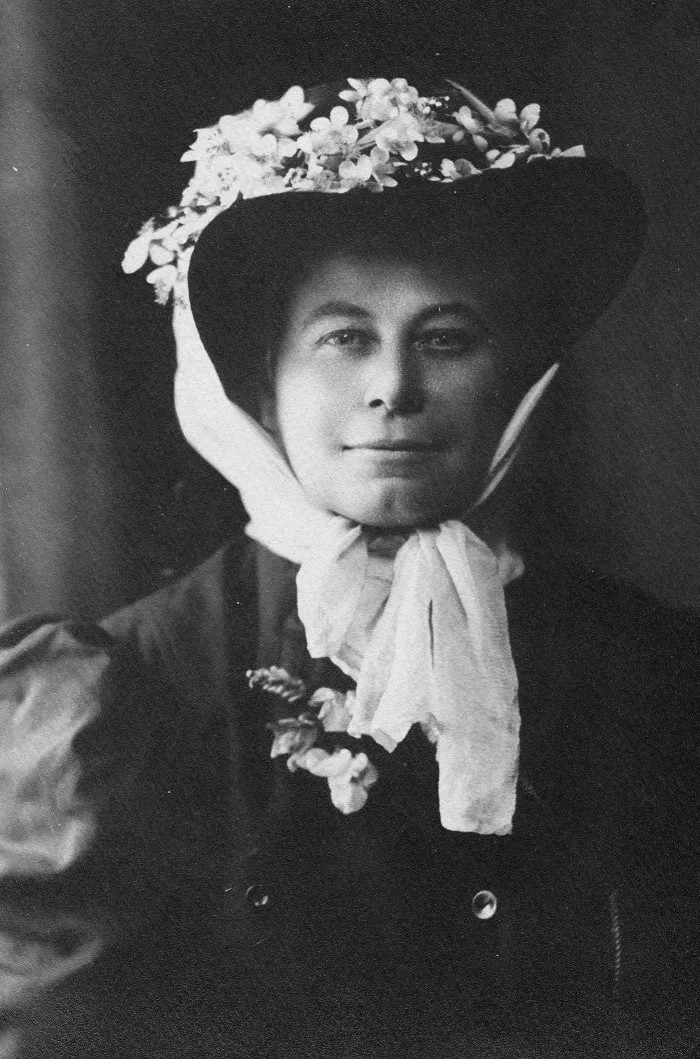
Alice Eastwood

Alice Eastwood (* 19. Januar 1859 in Toronto; † 30. Oktober 1953 in San Francisco) war eine US-amerikanische Botanikerin kanadischer Abstammung. Ihr offizielles botanisches Autorenkürzel lautet „Eastw.“

## Leben und Wirken
Alice Eastwood war die Tochter des Ladenbesitzers Colin Skinner Eastwood und von Eliza Jane Gowdey Eastwood. Ihre Mutter starb, als sie sechs Jahre alt war. Sie lebte eine Zeit lang bei einem Onkel, der bei ihr das Interesse für Botanik weckte. 1873 zog sie zu ihren Vater nach Denver und schloss 1879 ihre Schulausbildung an der Denver East High School ab, wo sie die nächsten zehn Jahre als Lehrerin unterrichtete.
1881 begleitete sie Alfred Russel Wallace in die Rocky Mountains und lernte in diesem Jahr auch Asa Gray kennen. Mit Hilfe seines A Manual of the Botany of the Northern United States und John Merle Coulters Manual of Rocky Mountain Botany studierte sie zehn Jahre lang die Pflanzenwelt von Colorado.  1890 bereiste sie die Ostküste der Vereinigten Staaten und ein Jahr später Südkalifornien, wo sie Katharine und Townshend Stith Brandegee kennenlernte. Im Winter 1891/1892 arbeitete sie mehrere Monate als Assistentin des Herbariums der California Academy of Sciences und zog 1892 schließlich nach San Francisco. An der California Academy of Sciences wurde sie 1884, nachdem Katherine Brandegee in den Ruhestand gegangen war, Kuratorin und Leiterin des Fachbereiches Botanik.
1906 konnte Eastwood während des schweren Erdbebens von San Francisco die Typus-Sammlung des Herbariums vor den ausbrechenden Feuern retten, die sie, entgegen den damals üblichen Gepflogenheiten, getrennt von der restlichen Sammlung aufbewahrt hatte. Die folgenden sechs Jahre, in denen die Akademie wieder aufgebaut wurde, verbrachte sie in einer Reihe von Herbarien in Europa und den USA, so dem Gray Herbarium, dem im New York Botanical Garden, denen des Britischen Museums in London und dem im Royal Botanic Garden in Kew. Nach der Wiederherstellung der Gebäude und Anlagen der Akademie am Golden Gate Park im Jahr 1912 widmete sie sich dem Wiederaufbau der zerstörten Sammlung. Dazu unternahm sie zahlreiche Reisen in die westlichen US-Bundesstaaten, darunter Alaska, Arizona, Utah und Idaho. 1949 zog sie sich von ihrem Posten als Kurator zurück. Alice Eastwood blieb unverheiratet und starb im Alter von 94 Jahren.

## Ehrungen
- Derzeit gibt es siebzehn anerkannte Arten, die nach Eastwood benannt sind (Gustaf Eisen benannte nach ihr den Regenwurm Mesenchytraeus eastwoodi (Eisen 1904).[1])
- Townshend Stith Brandegee benannte Alice Eastwood zu Ehren die Gattung Eastwoodia der Pflanzenfamilie der Korbblütler (Asteraceae).[2] August Brand benannte nach ihr die Gattung Aliciella der Pflanzenfamilie der Sperrkrautgewächse (Polemoniaceae).[3]
- Sie ist seit 1892 Mitglied der California Academy of Sciences (CAS) und wurde 1942 einstimmig zum Ehrenmitglied der Akademie gewählt.
- 1959 eröffnete die CAS die Eastwood Hall of Botany.
- 1903 war sie eine von nur zwei Frauen, die in der Liste der American Men of Science mit einem Stern als unter den besten 25 Prozent der Fachkräfte in ihrem Fachgebiet genannt wurden.[4]
- In Anerkennung ihrer Leistungen verlieh ihr die Amerikanische Fuchsiengesellschaft 1949 die Medal of Achievement.[5]
- Sie wurde mit dem binomischen Namen Boletus eastwoodiae geehrt, einem attraktiven, aber giftigen Röhrlinge des westlichen Nordamerikas, den sie sammelte. Dieser wurde jedoch aufgrund einer falschen Identifizierung des Typusmaterials in Boletus pulcherrimus umbenannt.[6] Er trägt immer noch den englischen Namen Alice Eastwood’s bolete.[7]

## Schriften
Alice Eastwood veröffentlichte über 300 Artikel und Rezensionen in einer Vielzahl von Zeitschriften. Sie war Herausgeberin der Zeitschrift Zoe (seit 1891) sowie Mitherausgeberin von Erythea. Gemeinsam mit John Thomas Howell (1903–1994) publizierte Eastwood ab 1932 die Leaflets of Western Botany.

## Nachweise